# Thalamita sima
Thalamita sima är en kräftdjursart som beskrevs av H. Milne Edwards 1834. Thalamita sima ingår i släktet Thalamita och familjen simkrabbor. Inga underarter finns listade i Catalogue of Life.